# Dariusz Popowicz
Dariusz Popowicz ps. Popcorn (ur. 2 sierpnia 1968) – polski muzyk, kompozytor i instrumentalista, gitarzysta. Członek Akademii Fonograficznej ZPAV. Dariusz Popowicz znany jest przede wszystkim z wieloletnich występów w grupie muzycznej Acid Drinkers, której jest członkiem od 1986 roku. Wraz z zespołem ośmiokrotnie otrzymał nagrodę polskiego przemysłu fonograficznego Fryderyka. W latach 1988–1992 grał w technical thrashmetalowej formacji Wolf Spider. W latach późniejszych współpracował z Tomaszem Budzyńskim w jego zespołach Armia (1995–2005) oraz Budzy i Trupia Czaszka (2004–2005).

## Instrumentarium
- Gibson Flying V[5]
- Mesa Boogie Dual Rectifier[5]
- Dunlop Crybaby 95Q[5]
- Digitech Whammy[5]
- T.C.ELECTRONIC G-MAJOR[5]

## Dyskografia
- Wolf Spider – Kingdom of Paranoia (1990, Under One Flag)
- Wolf Spider – Drifting in the Sullen Sea (1991, Under One Flag)
- Wolf Spider – Hue of Evil (1991, Polskie Nagrania Muza)
- Armia – Duch (1996, Ars Mundi)
- Armia – Droga (1999, Ars Mundi)
- Syndicate – Head Over Heels (1999, Metal Mind Records, gościnnie)
- Armia – Soul Side Story (2001, Ars Mundi)
- Armia – Pocałunek mongolskiego księcia (2003, Pomaton EMI)
- Budzy i Trupia Czaszka – Uwagi Józefa Baki (2004, Fronda)
- Armia – Ultima Thule (2005, Metal Mind Productions)
- Neurothing – Vanishing Celestial Bodies (2005, wydanie własne, gościnnie)
- Dealer – Degradacja (2010, Spook Records, gościnnie)
- Wolf Spider – V (2015, ?, gościnnie)